# Múscul vertical de la llengua
El múscul vertical de la llengua (musculus verticalis linguae) és un múscul intrínsec de la llengua. Es troba només als costats de la part anterior de la llengua. Les seves fibres s'estenen des de la part superior a sota la superfície de l'òrgan.